# Івано-Франківська дирекція залізничних перевезень
Івано-Франківська дирекція — одна з п'яти дирекцій Львівської залізниці, яка обслуговує Івано-Франківську, Чернівецьку, а також деякі дільниці східної частини Закарпатської області та частково Тернопільської області.

## Історія
Залізниця через сучасний Івано-Франківськ (Станиславів) була прокладена у 1866 році під час будівництва залізничної лінії Львів — Ходорів — Станиславів — Чернівці.
1 вересня 1866 року перший поїзд з декількома сотнями галичан вирушив зі Львова до Чернівців. Майже 12 годин тривав цей рейс, і майже годину, (точніше 47 хвилин) у поїзда тривала зупинка у Станиславові.
У 1869 році залізницю подовжено до румунської станції Ясси. З січня 1875 року був розпочатий рух до станції Стрий залізницею Ерцгерцога Альбрехта, у січні 1884 року — до станції Гусятин, а 19 листопада 1891 року — до станції Вороненко. Таким чином місто Станиславів набуло статусу залізничного вузла, лінії від якого розгалужуються у п'яти напрямках.
На початку 1890-х років до двох наявних залізничних дирекцій у Львові й Кракові долучилась третя — у Станиславові.
Івано-Франківське відділення утворено відповідно наказу НКПС № 229/Ц від 2 грудня 1939 року, поновило свою діяльність у 1944 році відповідно з наказом № 389/Ц НКПС від 26 квітня 1944 року.

## Структура
Центр дирекції розташований у місті Івано-Франківськ.
| Основні станції Івано-Франківської дирекції залізничних перевезень |      |               |
| Станція                                                            | Фото | Рік відкриття |
| Івано-Франківськ                                                   |      | 1866          |
| Чернівці                                                           |      | 1866          |
| Коломия                                                            |      | 1866          |

Загальна довжина колій дирекції — 1 384 км. У складі дирекції знаходиться 71 станція. Штат працівників — 1 815 осіб, а разом із відособленими підрозділами (локомотивними, вагонними депо, дистанціями колій, зв'язку і електропостачання та іншими службами) становить близько 9 850 осіб.
Зусиллями дирекції впроваджується робота з ремонту та реставрації будівель вокзальних комплексів. Впродовж 1999—2006 років капітально відремонтовані вокзали станцій Галич, Долина, Івано-Франківськ, Коломия, Надвірна, Ворохта, Снятин тощо. Ремонтуються і встановлюються нові посадкові платформи, проводиться робота із вкладання колій на залізобетонних шпалах.

## Цікаві факти

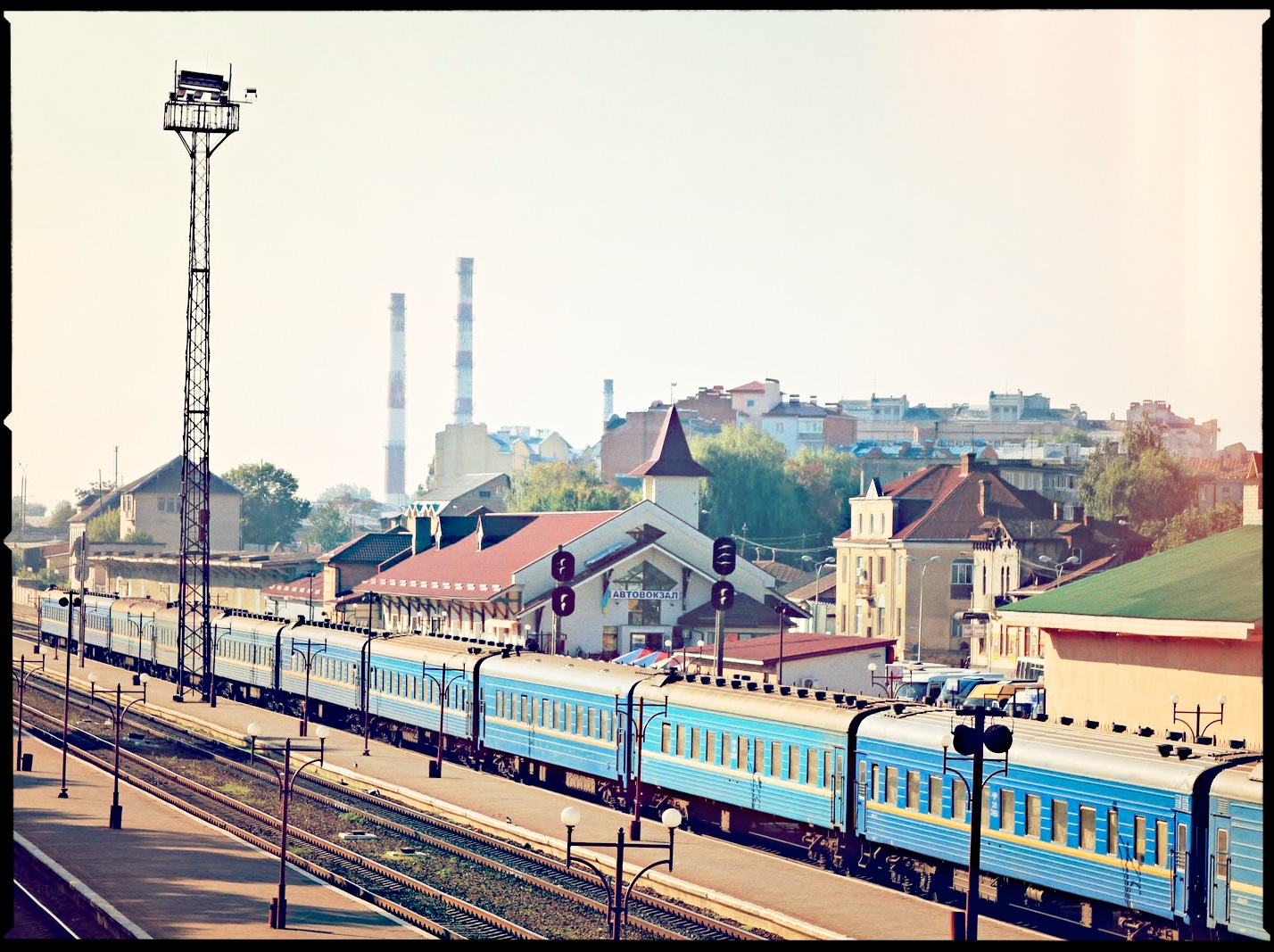
Поїзд на станції

- У порівнянні з Івано-Франківськом — минуло ще три роки, як перший поїзд прибув до Харкова, а ще через рік залізничним вузлом став Київ (на той час губернське місто).
- Нині серед всіх залізничних дирекцій України, Івано-Франківська дирекція Львівської залізниці залишається найбільш технологічно відсталою. Дирекція немає жодної електрифікованої та двоколійної дільниці (за винятком 7,5 км дільниці між станціями Ямниця та Хриплин).
- 11 січня 2011 року колишній генеральний директор «Укрзалізниці» Михайло Костюк під час свого перебування на Прикарпатті оприлюднив, що до кінця 2013 року буде проведено електрифікацію дільниці Львів — Івано-Франківськ. Проєкт вимагав великих коштів, адже електрифікація 1 км дільниці становила 2 млн гривень. Однак в програмі електрифікації до 2024 року вона знову не запланована через малий обсяг залізничних перевезень.